# Criptoxantina

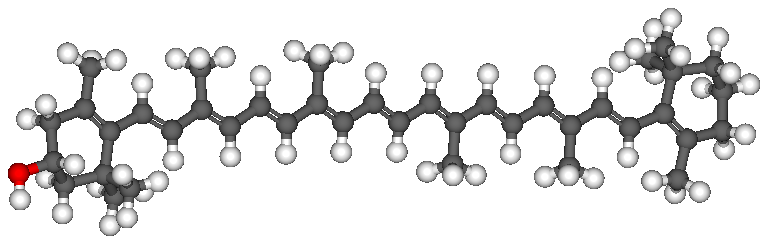
Criptoxantina

Criptoxantina é um pigmento carotenoide natural da classe das xantofilas com função antioxidante e semelhante ao betacaroteno, apenas com a diferença do acréscimo de um grupo hidroxilo. Pode ser isolado a partir de diversas fontes, incluindo pétalas e plantas do género Physalis, papaia, laranja, gema de ovo e soro bovino.